# Biozat
Biozat település Franciaországban, Allier megyében. Lakosainak száma 923 fő (2022. január 1.). Biozat Brugheas, Charmes, Cognat-Lyonne, Serbannes és Effiat községekkel határos.

## Népesség
A település népességének változása:
| Lakosok száma | 680  | 684  | 716  | 698  | 765  | 810  | 845  | 856  | 879  | 923  |
|               | 1968 | 1982 | 1990 | 2006 | 2013 | 2015 | 2017 | 2019 | 2020 | 2022 |